# Rob de Rooi
Robert (Rob) de Rooi (Haarlem, 10 december 1922 - Hilversum, 8 januari 2010) was een PvdA-politicus.
De Rooi studeerde sociale wetenschappen. De Rooi was enige tijd medewerker van de Wiardi Beckman Stichting, het wetenschappelijk bureau van de Partij van de Arbeid.
In september 1966 was hij een van de acht redacteuren van het zeer invloedrijke manifest Tien over Rood van de Nieuw Links-beweging binnen de PvdA.
De andere auteurs waren Hans van den Doel, Arie van der Hek, Han Lammers, André van der Louw, Tom Pauka, Reinier Krooshof en Arie van der Zwan.
De Rooi was getrouwd met de actrice Emmy Lopes Dias.

## Voetnoten
1. ↑  online-familieberichten.nl
2. ↑  "Tien over Rood", Polak & van Gennep, Amsterdam, 1966. online beschikbaar in Digitale Bibliotheek voor de Nederlandse Letteren (dbnl)